# Khương Công Phụ
Khương Công Phụ (chữ Hán: 姜公輔, 731 - 805) tự Đức Văn (chữ Hán: 德文) là một tể tướng dưới triều Đường Đức Tông, đỗ trạng nguyên năm 780.

## Tiểu sử
Khương Công Phụ xuất thân từ hương Sơn Ổi, xã Cổ Hiển, huyện Nhật Nam, Ái Châu (nay là làng Tường Vân, xã Định Thành, huyện Yên Định, tỉnh Thanh Hóa, Bắc Trung Bộ). Tổ tiên của ông là người Hán đến từ Thiên Thủy (Cam Túc, Trung Quốc). Theo cuốn tộc phả của họ Khương ở Thạch Thất (Hà Nội), ông nội Khương Công Phụ là Khương Thần Dực, thứ sử Ái Châu (thuộc vùng đất Thanh Hóa ngày nay). Khương Thần Dực sinh ra Khương Văn Đĩnh làm đến Huyện thừa Tiến sĩ. Khương Văn Đĩnh lại sinh ra 2 anh em Khương Công Phụ và Khương Công Phục.

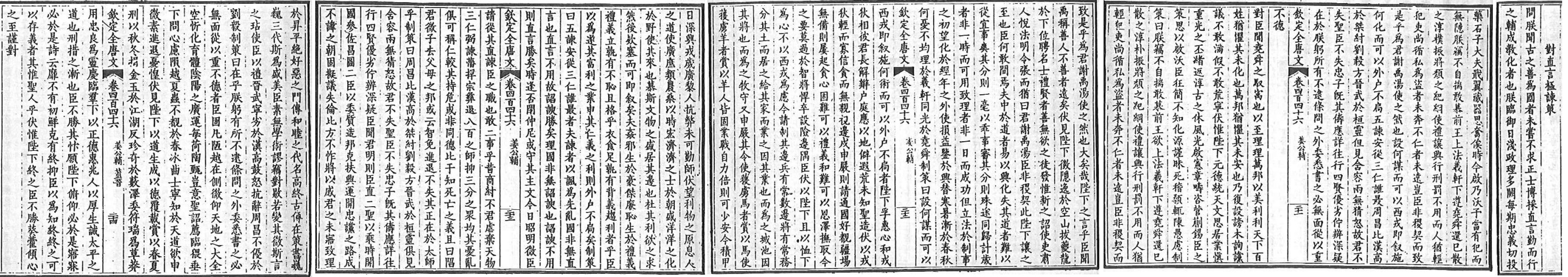
Bản nguyên văn "Đối trực ngôn cực gián" của Khương Công Phụ năm 758, in năm 1814.

Cả hai anh em lớn lên đều đỗ đại khoa trong kỳ thi tuyển dụng hiền tài của nhà Đường vào năm Canh Tý 780, sự kiện gây chấn động Tràng An đương thời. Đặc biệt, là người đỗ đầu (trạng nguyên) trong kì thi này, Khương Công Phụ được vua Đường lúc ấy là Đường Đức Tông đặc cách, cho giữ chức Hiệu Thư Lang. Vì có bài chế sách hơn người, cho làm Hữu thập di Hàn Lâm học sĩ, kiêm chức Kinh triệu hộ tào tham quân, thăng dần đến chức Gián nghị đại phu, rồi Tể tướng (đương thời gọi là chức Đồng trung thư môn hạ bình chương sự, do vua Đường Huyền Tông thiết đặt), trở thành người Việt duy nhất đỗ trạng nguyên rồi làm tể tướng Trung Hoa.
Sách Đại Việt sử ký toàn thư kể lại câu chuyện ghi lại công lao can gián của Khương Công Phụ với nhà Đường vào năm 784, quanh sự kiện tướng Chu Thử làm loạn. Nguyên văn như sau:
"...(Khương Công Phụ) từng xin giết Chu Thử, vua Đường không nghe. Không bao lâu Kinh sư có loạn, vua Đường từ cửa Thượng Uyển đi ra, Công Phụ giữ ngựa lại can rằng: "Chu Thử từng làm tướng ở đất Kinh đất Nguyên, được lòng quân lính, vì Chu Thao làm phản nên bị vua cất mất binh quyền, ngày thường vẫn uất ức, xin cho bắt đem đi theo, chớ để cho bọn hung ác đón được". Vua Đường đương lúc vội vàng không kịp nghe, trên đường đi lại muốn dừng lại ở Phượng Tường để nương nhờ Trương Dật. Công Phụ can rằng: "Dật tuy là bề tôi đáng tin cậy, nhưng là quan văn, quân đột kỵ ở Ngư Dương do ông ta quản lĩnh đều là bộ khúc của Chu Thử. Nếu Thử thẳng đến Kinh Nguyên làm loạn, thì ở nơi ấy không phải kế vạn toàn". Vua Đường bèn đi sang Phụng Thiên. Có người báo tin Thử làm phản, xin vua Đường phòng bị. Vua Đường nghe lời Lư Kỷ xuống chiếu cho quân các đạo đóng cách xa thành một xá, muốn đợi Thử đến đón. Công Phụ nói: "Bậc vương giả không nghiêm việc vũ bị thì lấy gì để oai linh được trọng. Nay cấm binh đã ít người mà quân lính người ngựa đều ở bên ngoài, thần lấy làm nguy cho bệ hạ lắm". Vua Đường khen là phải, cho gọi hết vào trong thành. Quân của Thử quả nhiên kéo đến, đúng như lời của Công Phụ. Vua Đường bèn thăng cho Phụ làm Gián nghị đại phu, Đồng trung thư môn hạ bình chương sự..."
Sau này, vì việc can gián vua chôn cất công chúa Đường An quá hậu, trái ý vua, ông bị giáng chức làm Thái tử tả thứ tử, nhận việc dạy học cho thái tử. Năm Trinh Nguyên thứ 8 - 792 ông lại bị phái đi Tuyền Châu biệt giá. Đường Thuận Tông lên ngôi, cho làm Thứ sử Cát Châu. Như vậy, từ một ông quan đầu triều, về cuối đời ông chỉ còn là viên quan ở một châu. Tuy nhiên, chưa đến được nơi nhậm chức thì ông mất.
Người em ông là Khương Công Phục cũng làm đến chức Bắc Bộ thị lang.

## Các tác phẩm
- 《Gia phả Khuơng tộc》[7]
- 《Bạch vân chiếu xuân hải phú văn》[8]
- 《Đỗi trực ngôn cực gián sách》[9]

Bạch vân chiếu xuân hải phú của Khương Công Phụ hiện còn 318 chữ lấy các từ "không", "bích", "tiên", "kính", "hải", "xuân" làm vần, đã ca ngợi sự kết hợp giữa mây và biển với vai trò chủ thể của con người. Bài được giới nghiên cứu văn học sử có người đánh giá là một tác phẩm mở đầu của nền văn học chữ Hán Việt Nam, và là bài sớm nhất trong các bài phú hiện còn của Việt Nam.

## Nghiên cứu, dịch thuật về Khương Công Phụ
Nhiều thư tịch Trung Quốc và Việt Nam ghi chép về Khương Công Phụ, trong đó có thể kể đến Cựu Đường thư, Tân Đường thư, Tống thư, An Nam chí lược, Đại Việt sử kí toàn thư, Toàn Đường văn, Khương Công Phụ sự trạng khảo, một số tài liệu bia chí, câu đối, hoành phi khác. Đáng chú ý, trong Khương Công Phụ sự trạng khảo do Nhữ Đạm Trai tiên sinh soạn năm Nhâm Thìn niên hiệu Minh Mệnh (1832), phát lộ nhiều tư liệu về thời đại nhà Đường gắn liền với Khương Công Phụ mà không có trong các tài liệu của người Việt.
Khương Công Phụ xuất hiện trong một công trình nghiên cứu của giáo sư Bửu Cầm, một trong những nhà giáo, nhà nghiên cứu Hán - Nôm có uy tín của giới nghiên cứu ở miền Nam những năm trước 1975.
Trong Sưu tầm và khảo luận tác phẩm Chữ Hán của người Việt Nam trước thế kỉ X, Giáo sư Trần Nghĩa đã biên dịch các bài văn của Khương Công Phụ hiện còn dựa vào tư liệu từ Toàn Đường văn. Đây chính là công trình đáng nói nhất trong những nghiên cứu về Khương Công Phụ.

## Tưởng nhớ
Cả Trung Quốc và Việt Nam đều tưởng nhớ Khương Công Phụ. Tại Cửu Nhật sơn, ngọn núi trong giai đoạn Khương Công Phụ bị sai đi biệt phái ở Tuyền Châu, tỉnh Phúc Kiến đã sống 14 năm và tự làm nhà dưới chân núi, hiện còn ngôi đền thờ Khương Công Phụ ở sườn Tây của núi. Người dân cũng đặt tên một chóp núi cao là “Khương tướng phong” để kỷ niệm nơi Khương Công Phụ đến ở ẩn, khắc 3 chữ đại tự "Khương tướng phong". Bên chóp núi “Khương tướng phong” có “Khương tướng mộ”. Hiện nay mộ phần vẫn còn và còn cả bia ghi lại kỳ tích của Khương Công Phụ bằng chữ Hán.

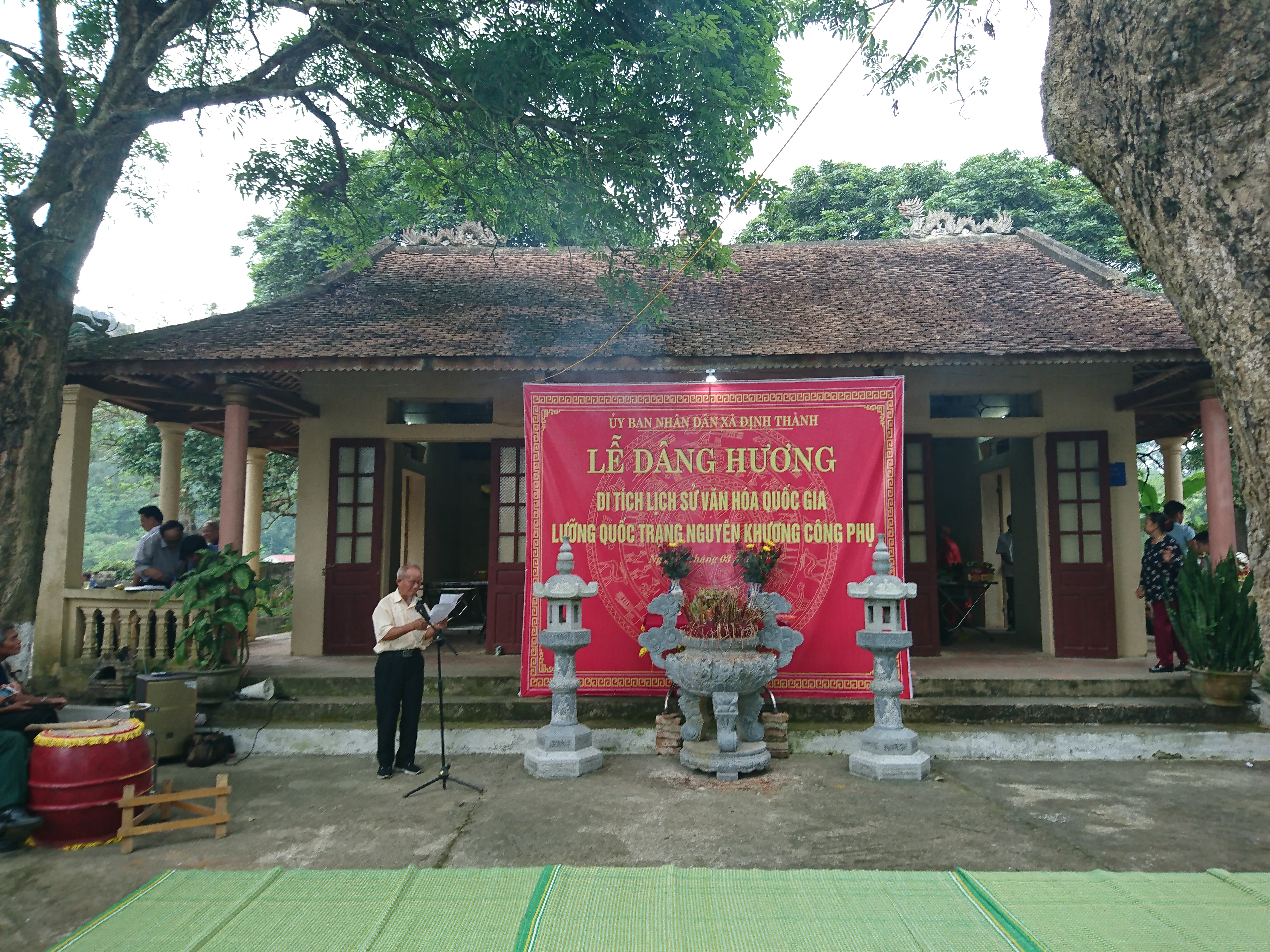
Quang cảnh Lễ dâng hương tại Di tích lịch sử văn hóa quốc gia Đền thờ Khương Công Phụ được tổ chức năm 2019.

Theo Khương Công Phụ sự trạng khảo, tại Thanh Hóa có 2 đền thờ Khương Công Phụ ở huyện Hoằng Hóa và huyện Yên Định, trong đó tại làng Tường Vân, xã Định Thành, huyện Yên Định - nơi Khương Công Phụ sinh ra vẫn còn đền thờ đến ngày nay. Tương truyền đền được xây ngay trên nền nhà xưa của Khương Công Phụ. Đền còn nhiều tài liệu Hán Nôm lưu giữ được, trong đó đáng chú ý là văn bia Cung tiến bi kí và Khương tiên sinh từ bi vào năm Tự Đức thứ 13 (1860) ghi chép  lại việc trùng tu đền thờ. Ngoài ra, còn hệ thống sắc phong, trong đó đáng kể là sắc thời Tự Đức thứ 3 (1850) ban cho thờ Khương Công Phụ là Tinh trung hiển tiết Gia danh Phương Trục Quang ý Trung đẳng thần. Đến nay, đền thờ nhiều lần trùng tu, sửa chữa để làm nơi thờ tự cho vị Tể tướng người Việt thời Đường. Đền được Bộ Văn hóa, Thể thao và Du lịch xếp hạng Di tích lịch sử cấp quốc gia năm 2001. Hằng năm, vào ngày 10 tháng 3 âm lịch, Lễ dâng hương được tổ chức long trọng tại đền quy tụ khách thập phương và con cháu các chi họ Khương Việt Nam trên toàn quốc hành hương về nguồn, tri ân tiên tổ.